# Impatiens sakeriana
Espèce
Synonymes
- Impatiens sakerana Hook.f.[2]
- Impatiens sakeriana Hook.f. Hook.f. (préféré par UICN)[2]

Statut de conservation UICN

 VU A2c : Vulnérable
Impatiens sakeriana Hook.f. est une espèce de plante à fleurs de la famille des Balsaminaceae et du genre Impatiens, présente en Afrique tropicale.
C'est une plante herbacée.

## Étymologie
Son épithète spécifique sakeriana rend hommage à Alfred Saker, un missionnaire anglais qui accompagna l'explorateur Richard Francis Burton et le botaniste Gustav Mann dans leur ascension du mont Cameroun en 1861.

## Distribution
Subendémique, assez répandue, mais vulnérable, l'espèce est présente sur plusieurs sites de l'ouest du Cameroun (mont Cameroun, mont Manengouba, Fosimondi, monts Bamboutos, Bamenda Highlands, réserve forestière de Bali Ngemba, mont Oku, Dom) et en Guinée équatoriale sur l'île de Bioko.